# Camp de Trnopolje
Le camp de Trnopolje est un camp de concentration situé près de la ville de Prijedor en Bosnie-Herzégovine durant la Guerre de Bosnie-Herzégovine entre mai 1992 et novembre 1992 et mis en place par les serbes. Trnopolje détenait entre 4000 et 7000 détenus bosniaques et croates de Bosnie à tout moment et servait de zone de rassemblement pour les déportations massives, principalement de femmes, d'enfants et les hommes âgés. Entre mai et novembre 1992, environ 30 000 détenus sont passés. Les mauvais traitements étaient répandus et il y avait de nombreux cas de torture, de viol et de meurtre.
En août, l'existence des camps de Prijedor a été découverte par les médias occidentaux, entraînant leur fermeture. Trnopolje a été transféré aux mains de la Croix-Rouge internationale (CRI) à la mi-août et fermé en novembre 1992. Après la guerre, le Tribunal pénal international pour l'ex-Yougoslavie (TPIY) a condamné plusieurs responsables serbes de Bosnie de crimes de guerre et de crimes contre l'humanité pour leur rôle dans le camp, mais a jugé que les exactions perpétrées à Prijedor ne constituaient pas un génocide. Les crimes commis à Trnopolje figuraient également dans l'acte d'accusation du TPIY contre l'ancien président serbe Slobodan Milošević, décédé au milieu du procès en mars 2006.

## Contexte
Le district administratif (Serbo-Croatian ou općina) de Prijedor est composé de 71 petites villes et villages. D'après le recensement yougoslave de 1991, Prijedor comptait une population totale de 112 470 habitants, dont 44% étaient des Musulmans bosniaques (Bosniaques), 42,5% des Serbes, 5,6% des Croates, 5,7% des Yougoslaves et 2,2% des «autres» (Ukrainiens, Russes et Italiens). Prijedor revêtait une importance stratégique pour les Serbes de Bosnie, car elle reliait le nord-ouest de la Bosnie à la République serbe de Krajina (RSK) en Croatie, un État séparatiste qui avait été établi par les Serbes de Croatie en 1991. C'était également en 1991 que les Serbes de Prijedor ont organisé et imposé une administration exclusivement serbe dans la ville et l'ont placée sous le contrôle de la capitale des Serbes de Bosnie, Banja Luka . Milomir Stakić, médecin adjoint du maire bosniaque élu Muhamed Čehajić, a été déclaré maire serbe de Prijedor.
Le 30 avril 1992, les forces serbes de Bosnie ont pris le contrôle de Prijedor. Quatre cents policiers serbes de Bosnie ont participé à la prise de contrôle, dont l'objectif était d'usurper les fonctions de président et de vice-président de la municipalité, de directeur de la poste et de chef de la police. Les employés serbes du poste de sécurité publique et de la police de réserve se sont rassemblés dans la banlieue de Čirkin Polje, où ils ont été largement divisés en cinq groupes d'environ 20 membres chacun, et ont reçu l'ordre de prendre le contrôle de cinq bâtiments, un affecté à chaque groupe: le bâtiment de l'Assemblée, quartier général de la police, tribunaux, banque et bureau de poste. Les politiciens du Parti démocratique serbe (SDS) ont préparé une déclaration de prise de contrôle, qui a été diffusée à plusieurs reprises sur Radio Prijedor le lendemain. Le Tribunal pénal international pour l'ex-Yougoslavie (TPIY) conclurait que la prise de contrôle était un coup d'État illégal, planifié et coordonné longtemps à l'avance dans le but de créer une municipalité ethniquement pure. Les conspirateurs n'ont pas caché le plan de prise de contrôle et il a été mis en œuvre grâce aux actions coordonnées des politiciens, de la police et de l'armée serbes. Le Dr Stakić, figure de proue du coup d'État, devait jouer un rôle dominant dans la vie politique de la municipalité pendant la guerre.
À la suite de la prise du pouvoir, les Bosniaques et les Croates de Bosnie ont été démis de leurs fonctions. Le 30 mai 1992, le chef de la police de Prijedor, Simo Drljača, a officiellement ouvert quatre camps (Trnopolje, Omarska, Keraterm et Manjača ) où les non-Serbes qui n'avaient pas quitté Prijedor étaient alors confinés. Pour éviter la résistance, les forces serbes de Bosnie ont interrogé tous les non-Serbes considérés comme une menace et ont arrêté tous les Bosniaques et Croates qui détenaient l'autorité ou le pouvoir. Les hommes non serbes en âge de combattre étaient particulièrement visés pour les interrogatoires et séparés des femmes, des enfants et des personnes âgées.

## Opération
Trnopolje était un village à prédominance musulmane dans la municipalité de Prijedor avant le déclenchement de la guerre de Bosnie. Le camp formé à l'intérieur a été établi sur le terrain d'une école primaire locale, qui a été nommée d'après le concept de Fraternité et d'unité (Osnovna škola Bratstvo – Jedinstvo). Trnopolje détenait des hommes et des femmes prisonniers. La plupart des femmes non serbes de Prijedor sont passées par là à un moment donné et beaucoup ont été violées. Un total de 30 000 personnes ont été détenues dans le camp de mai à novembre 1992. Parfois, il a détenu 4 000 à 7000 prisonniers.
Trnopolje a été décrit de différentes manières comme un ghetto, une prison et un camp de détention. Un rapport des Nations unies (ONU) de 1994 rapportait que Trnopolje était un camp de concentration qui fonctionnait comme une zone de rassemblement pour les déportations massives principalement de femmes, d'enfants et d'hommes âgés. Le rapport a révélé que : 
« Les meurtres n'étaient pas rares dans le camp, pas plus que les tortures. Le harcèlement en général aurait été la règle et non l'exception. Les viols seraient les crimes graves les plus courants auxquels les détenus des camps ont été victimes. Les nuits étaient celles où la plupart des injustices étaient commises. La terreur nocturne d'être appelé pour viol ou pour d'autres abus aurait été une grave contrainte mentale, même pour les détenus de courte durée dans le camp. De nombreux détenus ne seraient jamais revenus après s'être aventurés avec ou sans autorisation explicite à l'extérieur du camp. D'autres anciens détenus rapportent qu'il leur a été parfois ordonné d'enterrer des non-Serbes, qui avaient été tués, dans des champs et des prairies près du camp.»
Les réfugiés ont rapporté que Trnopolje était un camp "décent" en comparaison d'Omarska et de Keraterm car il n'y avait pas de meurtres systématiques, seulement arbitraires. En effet, de nombreux non-Serbes sont entrés volontairement dans le camp, "simplement pour éviter que les milices déchaînées ne pillent leurs rues et leurs villages". Ce phénomène a conduit le journaliste britannique Ed Vulliamy à décrire Trnopolje comme "un havre pervers" pour les Bosniaques et les Croates de Prijedor. L'auteur Hariz Halilovich écrit : 
« Trnopolje avait généralement une meilleure réputation et était "moins mauvaise" qu'Omarska car moins de personnes mouraient à Trnopolje et la torture, le viol et les sévices physiques étaient moins systématiques. Dans de nombreux cas, c'était la dernière destination des détenus avant leur échange ou leur expulsion [...] du territoire de la Republika Srpska. Pour beaucoup de ceux qui avaient survécu à Keraterm et Omarska ... Trnopolje était "presque un camp d'été".»
De nombreux détenus ont été affamés et maltraités physiquement ou verbalement pendant leur incarcération. En août 1992, Trnopolje détenait environ 3 500 personnes. Le 7 août 1992, des reporters d'Independent Television News (ITN), une station de télévision britannique, ont pris des images des prisonniers à Omarska et Trnopolje et ont enregistré leurs conditions de vie. Les images ont été diffusées dans le monde entier et ont provoqué l'indignation du public. Cela a incité les autorités serbes de Bosnie à autoriser les journalistes et la Croix-Rouge internationale (CRI) à accéder à certains des camps de Prijedor, mais pas avant que les prisonniers les plus émaciés n'aient été tués ou expédiés vers des camps loin des regards du public. Quelque 200 anciens détenus masculins ont été séparés et tués dans le massacre des falaises de Korićani le 21 août 1992. La publicité générée par la découverte des camps de Prijedor a conduit à leur fermeture à la fin d'août. À la mi-août, Trnopolje a été placé entre les mains de l'IRC. Le camp a été officiellement fermé en novembre.

## Conséquences
Le bâtiment principal du camp a repris sa fonction d'école primaire locale après la guerre de Bosnie. Un monument aux soldats serbes de Bosnie tués pendant la guerre a également été érigé à proximité de l'école. En 1997, le magazine britannique Living Marxism (LM) a affirmé que les images filmées à Trnopolje ont délibérément déformé la situation dans le camp. Cela a amené ITN à poursuivre LM pour diffamation en 2000. À la suite de la victoire d'ITN dans une affaire judiciaire dans laquelle les preuves fournies par le médecin du camp ont conduit LM à abandonner sa défense, le magazine s'est déclaré en faillite, évitant le paiement des importants dommages-intérêts accordés.
"Prijedor 92", une association représentant les survivants des camps de la région de Prijedor, estime que 90 détenus ont péri dans le camp au cours de son opération. Pendant le procès de Milomir Stakić, les procureurs du TPIY ont affirmé que plusieurs centaines de non-Serbes avaient été tués à Trnopolje entre mai et novembre 1992. Le TPIY évalue le nombre de détenus tués dans tous les camps gérés par les Serbes de Bosnie à Prijedor à 1500. Le nombre de femmes violées à Trnopolje reste inconnu.

## Actes d'accusation et procès
Milomir Stakić a été reconnu coupable pour son rôle dans la mise en place des camps de Trnopolje, Keraterm et Omarska en juillet 2003 et condamné à la réclusion à perpétuité. Il a été acquitté de l'accusation de génocide. En mars 2006, la peine de Stakić a été réduite à 40 ans en appel. Le tribunal a confirmé sa condamnation pour extermination et persécution de la population non serbe de Prijedor, mais a également confirmé son acquittement pour génocide. Zoran Žigić, chauffeur de taxi de Prijedor, a été condamné à 25 ans d'emprisonnement en novembre 2001 pour avoir abusé, battu, torturé, violé et tué des détenus à Trnopolje, ainsi qu'à Keraterm et Omarska. Sa condamnation a été confirmée en février 2005 et sa peine de 25 ans a été confirmée. Les crimes commis à Trnopolje, Keraterm et Omarska ont été répertoriés dans l'acte d'accusation du TPIY contre le président serbe Slobodan Milošević après la guerre. Milošević est décédé dans sa cellule le 11 mars 2006, avant que son procès ne soit terminé. La Cour internationale de Justice (CIJ) a présenté son arrêt dans l'affaire du génocide en Bosnie le 26 février 2007, dans lequel elle a examiné les atrocités commises dans les camps de détention, y compris Trnopolje, en relation avec l'article II (b) de la Convention sur le génocide. La Cour a déclaré dans son arrêt : 
« Après avoir soigneusement examiné les éléments de preuve présentés devant elle et pris note de ceux présentés au TPIY, la Cour considère qu'il a été établi par des éléments de preuve pleinement concluants que les membres du groupe protégé étaient systématiquement victimes de mauvais traitements massifs, de passages à tabac, de viols et de lésions corporelles et mentales graves pendant le conflit et, en particulier, dans les camps de détention. Les exigences de l'élément matériel, telles que définies à l'article II b) de la Convention sont ainsi remplies. La Cour constate cependant, sur la base des éléments de preuve dont elle dispose, qu'il n'a pas été établi de manière concluante que ces atrocités, bien qu'elles puissent elles aussi constituer des crimes de guerre et des crimes contre l'humanité, ont été commises avec l'intention spécifique (dolus specialis) de détruire le groupe protégé, en tout ou en partie, requis pour conclure qu'un génocide a été commis.»